# 真理永恆

1930 年 3 月，盐行期间的甘地。

真理永恆（Satyāgraha），字面意思為堅持真理，由梵文satya（真理、谛）與 agraha（堅持）所組成的複合字，起源自印度教。它是非暴力抵抗與公民抵抗運動之中的一個思想流派，由甘地所創。甘地以真理堅固思想來推動印度獨立運動，這個思想對南非納爾遜·曼德拉與美國馬丁·路德·金恩有很大的影響。